# Zend Engine
Zend Engine — віртуальна машина з відкритим кодом, широко відома як основна частина (рушій) інтерпретатора PHP.

## Історія
Після виходу PHP 3.0 Енді Гутманс і Зеєв Сураскі в 1997, натоді студенти Техніону, почали переробку ядра PHP з метою збільшення продуктивності складних застосунків і поліпшення модульності коду. Перший Zend Engine був представлений публіці в середині 1999 , а заснований на ньому PHP 4.0 вийшов в травні 2000. Сама назва Zend була складена з імен розробників, Зеєв та Енді.
Поточна версія Zend Engine 2 є основою PHP 5 і включає в себе значно поліпшену об'єктно-орієнтовану модель.
Zend Engine 3 зараз перебуває в розробці і є основою PHP 7.

## Виноски
1. ↑  PHP and Zend Engine — Zend Contributions to PHP — Zend.com (англійською) . Архів оригіналу за 11 квітня 2012. Процитовано 17 листопада 2009.